# バスケットボールのニックネーム一覧
バスケットボールのニックネーム一覧（バスケットボールのニックネームいちらん）は、バスケットボールの選手、チーム、アリーナのニックネーム（愛称）の一覧。

## 選手
- "The Admiral" - デビッド・ロビンソン（David Robinson）（海軍（Navy）にいたため)
- "Agent Block" - ハッサン・ホワイトサイド（Hassan Whiteside）（ブロックショットが得意であることから）
- "Agent Zero"‐ ギルバート・アリーナス（Gilbert Arenas）（背番号の0から）
- "A.I." - アレン・アイバーソン（Allen Iverson）（イニシャルから）
- "A.I. 2" - アンドレ・イグダーラ（Andre Iguodala）（イニシャルでもあるし、同じチームに在籍したアイバーソンの次、の意味から）
- "Air Canada" - ヴィンス・カーター（Vince Carter）（ラプターズに在籍していたため）
- "Air COngo" - サージ・イバーカ（Sarge Ibaka）（コンゴ共和国の出身であるため）
- "Air Jordan" - マイケル・ジョーダン（Michael Jordan）（滞空時間が長いため空中を表す"Air"が付けられた）
- "The Air Up There" - Taurian Fontenette
- "Air Zaire" - ディケンベ・ムトンボ（Dikembe Mutombo）（旧ザイール(現在のコンゴ民主共和国)出身）
- "AK-47" - アンドレイ・キリレンコ（Andrei Kirilenko）（旧ソ連の有名な武器「AK-47」から）
- "Ap" - アンソニー・パーカー（Anthony Parker）
- "The Answer" - アレン・アイバーソン（Allen Iverson）
- "B-Diddy" - バロン・デイビス（Baron Davis）
- "Baby Ben" - ジェイソン・マキシエル（Jason Maxiell）
- "The Beard" - ジェームズ・ハーデン（James Harden）
- "Big-O" - オスカー・ロバートソン（Oscar Robertson）
- "Big Aristotle" - シャキール・オニール（Shaquille O'Neal）
- "Big Ben" - ベン・ウォーレス（Ben Wallace）（守備に優れたことから、その姿がビッグ・ベンのように高くそびえたつように映ったため）
- "The Big Cat" - ジャマール・マグロア（Jamaal Magloire）
- "Big Country" - ブライアント・リーヴス（Bryant Reeves）
- "The Big Diesel" - シャキール・オニール（Shaquille O'Neal）
- "The Big Dipper" - ウィルト・チェンバレン（Wilt Chamberlain）
- "Big Dog" - グレン・ロビンソン（Glenn Robinson）、アントワン・カー（Antoine Carr）
- "The Big Drizzle" - ドリュー・グッデン（Drew Gooden）（彼のかつてのあだ名は"The Truth"だったが、のちにポール・ピアースの愛称として定着した）
- "The Big Fundamental" - ティム・ダンカン（Tim Duncann）（最も基礎ができているという意味）
- "Big Game James" - ジェームズ・ウォージー（James Worthy）（1988年ファイナル第7戦でキャリア初のトリプルダブルを記録したように、非常に勝負強かったことから）
- "Big Shot Rob" - ロバート・オーリー（Robert Horry）(クラッチショットが多く勝負強いため”Big shot"がつけられた)
- "The Hurt" - カート・トーマス（Kurt Thomas）
- "The Big Smooth" - サム・パーキンス（Sam Perkins）
- "Big Smooth" - チャーリー・ヴィラヌエヴァ（Charlie Villanueva）
- "The Big Ticket" - ケビン・ガーネット（Kevin Garnett）　(ガーネットが出場する試合はチケットがよく売れていたため)
- "Brazillian Blur"- リアンドロ・バルボサ（Leandro Barbosa）
- "Big Z" - ジードルナス・イルガスカス（Zydrunas Ilgauskas）
- "Bird Man" - クリス・アンダーセン（Chris Andersen）
- "Black Cat" - マイケル・ジョーダン（Michael Jordan）
- "Black Mamba" - コービー・ブライアント（Kobe Bryant）
- "The Brazilian Beast" - ネネイ（Nene）
- "The Cambyman" - マーカス・キャンビー（Marcus Camby）
- "The Captain" - カリーム・アブドゥル＝ジャバー（Kareem Abdul-Jabbar）
- "Captain Canada" - スティーブ・ナッシュ（Steve Nash）（カナダ出身であることから。Sportsnetの解説者によってよく使われる）
- "Captain Crunch" - ジェイレン・ローズ（Jalen Rose）
- "The Cat" - カッティノ・モブリー（Cuttino Mobley）（猫のようにすばしっこいから）
- "CB4" - クリス・ボッシュ（Chris Bosh）（CB4という映画から。イニシャルと背番号から。ただしヒート時代は背番号「1」を着用していたので、「CB」という愛称に変更された）
- "The Chief" - ロバート・パリッシュ（Robert Parish）（One Flew Over The Cuckoo's Nestという映画に出てくる無口なキャラクターから）
- "Chocolate Thunder" - ダリル・ドーキンス（Darryl Dawkins）（その強烈なダンクに自分で命名）
- "The Chosen One" - レブロン・ジェームズ（Lebron James）
- "Clyde" - ウォルト・フレイジャー（Walt Frazier）（Bonnie and Clydeの映画に出てくる人物から。非常に派手な服を着ていたため）
- "Clyde the Glide" - クライド・ドレクスラー（Clyde Drexler）（そのダンクが滑空しているようだったから）
- "CP3" - クリス・ポール（Chris Paul）（イニシャルと背番号から）
- "The Croatian Sensation" - トニー・クーコッチ（Toni Kukoč）（クロアチア出身であることと、韻がいいので）
- "C-Webb" - クリス・ウェバー（Chris Webber）
- "The Daily Double" - ドワイト・ハワード（Dwight Howard）（毎試合安定して得点、リバウンドのダブル・ダブルを記録するため）
- "Damp" - エリック・ダンピアー（Erick Dampier）
- "Dame" - デイミアン・リラード（Damian Lillard）
- "Dame Time"- デイミアン・リラード（Damian Lillard）（試合終盤はよく勝負強く、リラードの時間という意味から）
- "D-Book" - デビン・ブッカー（Devin Booker）
- "Dekava" - レブロン・ジェームズ（LeBron James）
- "Det the Threat" - デトレフ・シュレンプ（Detlef Schrempf）
- "Dirk Diggler" - ダーク・ノヴィツキー（Dirk Nowitzki）（ポルノ映画のスターから）
- "Disco Dirk" - ダーク・ノヴィツキー（Dirk Nowitzki）
- "D-Marsh" - ドニエル・マーシャル（Donyell Marshall）
- "D-Miles" - ダリウス・マイルズ（Darius Miles）
- "D-Wade" - ドウェイン・ウェイド（Dwayne Wade）
- "Dollar Bill" - ビル・ブラッドリー（Bill Bradley）
- "Double D" - デマー・デローザン（DeMar DeRozan）
- "Double P" - ポール・ピアース（Paul Pierce）
- "Double T" - トリスタン・トンプソン（Tristan Thompson）
- "Dr. J" - ジュリアス・アービング（Julius Erving）（医者が手術するかのように敵の間を切り裂いていったことから）
- "The Dunking Dutchman" - リック・スミッツ（Rik Smits）
- "Dynasty" - 姚明（Yao Ming）（元チームメイトのスティーブ・フランシスが最初に使った。中国の明（ミン）王朝から）
- "Earl the Pearl" - アール・モンロー（Earl Monroe）
- "El Contusione" - エマニュエル・ジノビリ（Manu Ginobili）
- "Employee Number 8" - アントワン・ウォーカー（Antoine Walker）
- "Flash" - ドウェイン・ウェイド（Dwayne Wade）（「フラッシュ」というアメリカの漫画のキャラクターから）
- "Flash" - 森下雄一郎
- "Flip" - ロナルド・マレー（Ronald Murray）
- "Floppy" - エマニュエル・ジノビリ（Manu Ginobili）
- "Get Buckets" - リッキー・デイビス（Ricky Davis）
- "G-Force" - ジェラルド・ウォレス（Gerald Wallace）
- "Garbage Man" - マイケル・ブラッドリー（Michael Bradley）
- "The Glove" - ゲイリー・ペイトン（Gary Payton）（彼の対戦相手を、野球のグローブの中にすっぽり収まったボールにたとえている。非常に守備がうまいため）
- "Gobzilla" - ルディ・ゴベール（Rudy Gobert）（名前とゴジラをかけあわせて。ブロックショットとリバウンドに優れるプレースタイルから）
- "God" - マイケル・ジョーダン（Michael Jordan）（勝負どころで圧倒的なシュート力を見せつけ、できないことは無いように見えるため）
- "Grandmama" - ラリー・ジョンソン（Larry Johnson）（彼の出演したCMでおばあちゃんの格好をしたことから）
- "The Great Wall of China" - 姚明（Yao Ming）（中国の万里の長城から）
- "H2O" - アラン・ヒューストン（Allan Houston）（背番号から）
- "Hair Canada" - スティーブ・ナッシュ（Steve Nash）（特徴的な髪型だったため）
- "Hakeem the Dream" - アキーム・オラジュワン（Hakeem Olajuwon）（ドリームシェイクという必殺技で一時代を築いた）
- "Harp" - マット・ハープリング（Matt Harpring）
- "Half Man, Half Amazing" - ヴィンス・カーター（Vince Carter）（2000年のNBAオールスター・スラムダンクコンテストで優勝したときの圧巻のパフォーマンスから）
- "His Airness" - マイケル・ジョーダン（Michael Jordan）（非常にジャンプ力があり、滞空時間が長いため）
- "His Heinous" - ビル・レインビア（Bill Laimbeer）
- "The Hick from French Lick" - ラリー・バード（Larry Bird）（出身地から）
- "Hoffa" - ラファエル・アラウージョ（Rafael Araujo）
- "Hondo" - ジョン・ハブリチェック（John Havlicek）（ジョン・ウェインの映画から）
- "The Human Eraser" - マービン・ウェブスター（Marvin Webster）
- "The Human Highlight Film" - ドミニク・ウィルキンス（Dominique Wilkins）（ハイライトによく使われるプレイぶりから）
- "The Human Victory Cigar" - ダーコ・ミリチッチ（Darko Milicic）（彼の出場時間はピストンズで全然無かったため）
- "The Iceman" - ジョージ・ガービン（George Gervin）（常に冷静なプレイ振りから）
- "The White Mamba"- ブライアン・スカラブリニ  (Brian Scalabrine）(前向きにプレーする姿がコービーに似ていたため)
- "Iggy" - アンドレ・イグダーラ（Andre Iguodala）
- "Indiana Jones" - フレッド・ジョーンズ（Fred Jones）（インディアナ・ペイサーズでプレーしていたため）
- "LBJ" - レブロン・ジェームズ（LeBron James）
- "Linsanity" - ジェレミー・リン (Jeremy Lin) (名前"Lin"と"Insanity"（狂気）という言葉の合わせ。リン選手の意外な大人気2011年シーズンからのニックネーム。)
- "J" - 波多野和也
- "J-Dub" - ジェイソン・ウィリアムス（Jason Williams）
- "J-Rich" - ジェイソン・リチャードソン（Jason Richardson）
- "J-Smooth" - ジョシュ・スミス（Josh Smith）
- "Jesus" - レイ・アレン（Ray Allen）（He Got Gameという彼の出演作でこなした役柄から）
- "The Jet" - ジェイソン・テリー（Jason Terry）
- "J.J." - ジョー・ジョンソン（Joe Johnson）（イニシャルから）
- "Jungle Jim" - ジム・ロスカトフ（Jim Loscutoff）
- "J. Will" - ジェイソン・ウィリアムス（Jason Williams）
- "The Junk Yard Dog（JYD）" - ジェローム・ウィリアムス（Jerome Williams） （汚れ仕事（リバウンド、ディフェンス）をする姿勢がとても強いから）
- "Kandi Man" - マイケル・オロウォカンディ（Michael Olowokandi）
- "KAT" - カール＝アンソニー・タウンズ（Karl-Anthony Towns）（イニシャルから）
- "Ken" - 佐古賢一
- "KG" - ケビン・ガーネット（Kevin Garnett）（イニシャルから）
- "Kid Canada" - スティーブ・ナッシュ（Steve Nash）
- "Killer" - レジー・ミラー（Reggie Miller）（試合を決めたい場面でのスリーポイントシュートを数多く決めたことから。クラッチ・シューターとして多くの逸話を持つ）
- "King James" - レブロン・ジェームズ（LeBron James）
- "K-Mart" - ケニオン・マーティン（Kenyon Martin）
- "The Kobe Stopper" - ルーベン・パターソン（Ruben Patterson）（Kobe Bryantをマンマークで止めることに執念を燃やしているから）
- "Larry Legend" - ラリー・バード（Larry Bird）
- "Le Roi"  アントワン・リゴドー（Antoine Rigaudeau）（フランス語で「王」の意味）
- "Lord of the Rings" - コービー・ブライアント（Kobe Bryant）
- "Mad Dog" - マーク・マドセン（Mark Madsen）
- "Madison Square Gordon" - ベン・ゴードン（Ben Gordon）（ニックスのホームコート、マディソン・スクエア・ガーデンで大量得点をするゲームが何回かあったため）
- "Magic" - マジック・ジョンソン（Earvin Johnson）（高校時代のオールラウンドなプレイに地元の記者が命名）
- "The Mailman" - カール・マローン（Karl Malone）（郵便配達のように毎試合しっかり仕事をするから）
- "The Matrix" - ショーン・マリオン（Shawn Marion）（マトリックスという映画から）
- "Melo" - カーメロ・アンソニー（Carmelo Anthony）
- "Memo" - メメット・オカー（Mehmet Okur）
- "The Microwave" - ヴィニー・ジョンソン（Vinnie Johnson） （すぐに熱くなる（ベンチから出てきて得点を重ねる）から）
- "Mike" - 長谷川誠
- "The Mitten" - ゲイリー・ペイトン（Gary Payton）（手袋、の意味。守備でのフットワークが少し遅くなったので。かつてのグローブほどではない、という意味から）
- "Mighty Mouse" - デイモン・スタウダマイアー（Damon Stoudamire）
- "Miller Time" - レジー・ミラー（Reggie Miller）
- "Mini Mouse" - サリム・スタウダマイアー（Salim Stoudamire）
- "The Ming Dynasty" - 姚明（Yao Ming）
- "Miracle" - Milt Palacio
- "MJ" - マイケル・ジョーダン（Michael Jordan）
- "Monster Mash" - ジャマール・マッシュバーン（Jamal Mashburn）（ボビー・ピケット（英語版）の作ったモンスター・マッシュ（英語版）という歌の題名から。）
- "Moochie" - ムーチー・ノリス（Moochie Norris）
- "MoPete" - モリス・ピーターソン（Morris Peterson）
- "Mr. Big Shot" - チャンシー・ビラップス（Chauncey Billups）
- "Mr.81" - コービー・ブライアント（Kobe Bryant）（2006年1月22日、ラプターズを相手に本拠地で81点も取ったため）
- "Mr. Clutch" - ジェリー・ウェスト（Jerry West）（非常に勝負強かったため）
- "Nasty Nash" - スティーブ・ナッシュ（Steve Nash）
- "The Owl without a Vowel" - Bill Mlkvy
- "Penny" - アンファニー・ハーダウェイ（Anfernee Hardaway）（祖母にPrettyと呼ばれていたが、彼女の訛りがひどく、Pennyときこえたから）
- "PG13" - ポール・ジョージ（Paul George）（イニシャルと背番号から）
- "Pistol Pete" - ピート・マラビッチ（Pete Maravich）
- "Pitchin' Paul" - ポール・アリジン（Paul Arizin）
- "Plastic Man" - ステイシー・オーグモン（Stacey Augmon）
- "The Prince of Darkness" - ビル・レインビア（Bill Laimbeer）（ラフプレイを身上としていたから）
- "The Process" - ジョエル・エンビード (Joel Embiid)
- "Q" - クエンティン・リチャードソン（Quentin Richardson）
- "Quick Nick" - ニック・バンエクセル（Nick Van Exel）
- "The Red Rocket" - マット・ボナー（Matt Bonner）
- "Redd Hot" - マイケル・レッド（Michael Redd）
- "Reef" - シャリーフ・アブドゥル＝ラヒーム（Shareef Abdur-Rahim）
- "The Reignman" - ショーン・ケンプ（Shawn Kem）（彼が活躍する試合は雨の日が多かったのと、ゲームを支配する(reign)をかけたもの）
- "Rip" - リチャード・ハミルトン（Richard Hamilton）
- "Ron Ron" - ロン・アーテスト（Ron Artest）
- "The Round Mound of Rebound" - チャールズ・バークレー（Charles Barkley）
- "R-Wall" - ラシード・ウォーレス（Rasheed Wallace）
- "Shaq" - シャキール・オニール（Shaquille O'Neal）
- "Shaquie Chan" - 姚明（Yao Ming）（中国のスター、ジャッキー・チェンとNBAのスター、シャキール・オニールを混ぜた言葉）
- "Sheed" - ラシード・ウォーレス（Rasheed Wallace）
- "Silk" - ジャマール・ウィルクス（Jamaal Wilkes）
- "Sir Charles" - チャールズ・バークレー（Charles Barkley）
- "Skinny" - マイク・ミラー（Mike Miller）
- "Skip to my Lou" - レイファー・アルストン（Rafer Alston）（ストリートバスケットでの得意技がスキップしているようなドリブルだったため）
- "Speedy" - スピーディー・クラクストン（Speedy Claxton）
- "Starbury" - ステフォン・マーブリー（Stephon Marbury）
- "Stat" - アマーレ・スタウダマイアー（Amare Stoudemire）
- "The Stro Show" - ストロマイル・スイフト（Stromile Swift）
- "The Stilt" - Milt Palacio
- "Stevie Franchise" - スティーブ・フランシス（Steve Francis）（彼がフランチャイズスターであるとの意味）
- "Sugar" - レイ・アレン（Ray Allen）
- "Thunder Dan" - ダン・マーリー（Dan Majerle）（マヌート・ボルの頭上から決めたダンクから）
- "Tim Bug" - ティム・ハーダウェイ（Tim Hardaway）
- "Tiny" - ネイト・アーチボルド（Nate Archibald）（小さい、の意味。身長が低かったため）
- "T-Mac" - トレーシー・マグレディ（Tracy McGrady）
- "T-Tom" - ティム・トーマス（Tim Thomas）
- "The Tractor" - ロバート・トレイラー（Robert Traylor）
- "The Truth" - ポール・ピアース（Paul Pierce）
- "Too easy" - バロン・デイビス（Baron Davis）（簡単に得点を決めることから）
- "Vinsanity" - ヴィンス・カーター（Vince Carter）（「狂気」をあらわす「Insanity」という言葉から）
- "Wally World" - ウォーリー・ザービアック（Wally Szczerbiak）
- "White Chocolate" - ジェイソン・ウィリアムス（Jason Williams）（黒人のようなプレイをする白人の意味）
- "Wife-Beater" - ジェイソン・キッド（Jason Kidd）（2002年の東地区決勝で、ボストンのファンに侮蔑の意味で使われた)

- "Wilt the Stilt" - ウィルト・チェンバレン（Wilt Chamberlain）
- "The Worm" - デニス・ロッドマン（Dennis Rodman）（彼のプレーぶりから）
- "The X-Man" - ゼイビア・マクダニエル（Xavier McDaniel）（アメリカの有名な漫画X-menから）
- "Zeke" - アイザイア・トーマス（Isiah Thomas）
- "Zo" - アロンゾ・モーニング（Alonzo Mourning）'

## チーム
- Baby Bulls - シカゴ・ブルズ
- Blazers - ポートランド・トレイルブレイザーズ
- Boomers - （オーストラリアのナショナルチーム）
- Cavs - クリーブランド・キャバリアーズ
- The Defenders - デトロイト・ピストンズ
- Gli Azzurri - （イタリアのナショナルチーム）
- Griz - メンフィス・グリズリーズ
- The Highlight Factory - アトランタ・ホークス
- Jailblazers - ポートランド・トレイルブレイザーズ
- Knickerbockers - ニューヨーク・ニックス
- Les Bleus - （フランスのナショナルチーム）
- Mavs - ダラス・マーベリックス
- Queens - サクラメント・キングス（シャキール・オニールが最初に使った）
- Raps - トロント・ラプターズ
- Sixers - フィラデルフィア・セブンティシクサーズ
- Sonics, Hedgehogs, or Supe's - シアトル・スーパーソニックス
- Texas Warriors - サンアントニオ・スパーズ
- Tall Blacks （ニュージーランドのナショナルチーム）
- T'Wolves - ミネソタ・ティンバーウルブズ
- The Wiz - ワシントン・ウィザーズ

## アリーナ
- AAC - アメリカン・エアラインズ・センター（American Airlines Center）（マブスの本拠地）
- MSA - マーケット・スクエア・アリーナ（Market Square Arena）（ペイサーズの旧本拠地）
- MSG - マディソン・スクエア・ガーデン（Madison Square Garden）（ニックスの本拠地）
- The World's Most Famous Arena - マディソン・スクエア・ガーデン（Madison Square Garden）